# Fascellina albidiscata
Fascellina albidiscata är en fjärilsart som beskrevs av W. Warren 1894. Fascellina albidiscata ingår i släktet Fascellina och familjen mätare. Inga underarter finns listade i Catalogue of Life.